# Nuevo Morelos, Chiapas
Nuevo Morelos är en ort i Mexiko.   Den ligger i kommunen Tonalá och delstaten Chiapas, i den sydöstra delen av landet, 700 km sydost om huvudstaden Mexico City. Nuevo Morelos ligger 72 meter över havet och antalet invånare är 220.
Terrängen runt Nuevo Morelos är varierad. Runt Nuevo Morelos är det ganska glesbefolkat, med 50 invånare per kvadratkilometer. Närmaste större samhälle är Tonalá, 17,3 km nordväst om Nuevo Morelos. Omgivningarna runt Nuevo Morelos är en mosaik av jordbruksmark och naturlig växtlighet.